# Ivica Marić
Ivica Marić, né le 16 avril 1967, à Zenica, en république socialiste de Bosnie-Herzégovine, est un joueur et entraîneur de basket-ball croate. Il évolue au poste de meneur.

## Palmarès
- 3e du championnat d'Europe 1995
- Champion de Croatie 1993